# Дефанівка
Дефанівка — село в Туапсинському районі Краснодарського краю.
Населення — 2,0 тис. осіб (1999).
Розташовано при впаданні річки Дефань в Шапсухо, у гірничо-лісовій зоні, за 96 км від Туапсе. Через село проходить автотраса М4 Краснодар — Джубга (близько 20 км).

## Історія
- Станиця Дефанська заснована у складі Шапсугського берегового батальйону в 1864 році
- Після ліквідації Шапсугського батальйону в 1870 році — село Дефанівка